# Giulio Caccini
Giulio Caccini (Roma, 8 d'octubre de 1551 – Florència, 10 de desembre de 1618) fou un compositor del Barroc italià.
Fou deixeble d'Escipió della Palla, i el 1564 passà a Florència, on va obtenir una plaça de cantor en la capella de música del gran duc de Toscana, i el 1604 a París, retornant després a Florència, on morí. Durant força temps ha estat considerat com l'inventor del cant recitatiu i com el creador de l'òpera moderna, que amb el temps es convertiria en l'actual drama líric, portat al seu més alt grau per Richard Wagner, però, en realitat, aquesta gloria només li correspon a mitges, car abans que ell, Pieri, i també Cavalieri, havien donat a conèixer llurs assaigs en aquest gènere. No se li pot discutir l'honor d'haver donat justa expressió al cant dramàtic, fent-lo correspondre amb el text literari, fins al punt que un eminent crític, coetani seu, li deia que era el pare d'un nou gènere, d'un cant recitat, noble i superior als cants populars, que no permuta ni altera les paraules que els pren la vida i el sentiment, sinó que, per contra, els augmenta, afegint-hi més ànima i més força. A Florència tingué molts alumnes entre ells a Francesco Rasi.
Caccini no coneixia gaire la part científica del seu art, però restava admirablement dotat pel sentiment melòdic, i tenia sobretot una rara intuïció dramàtica, i d'ací que una associació, composta de nobles afeccionats i d'artistes, creada per a intentar la restauració de la declamació musical grega aplicada al drama, és fixes en ell. Abans de llençar-se al teatre, escriví alguns assaigs que assoliren el més complet èxit, i quan donà al públic llur Combattimento d'Apolline col serpente (1590), havia madurat el seu pla, que introduí una vertadera revolució en l'art musical. Poc temps després l'associació es traslladà de Florència a Roma, i allà compongué, amb col·laboració amb Jacopo Peri, la música de Dafne (1594), d'Ottavio Rinuccini, contribuint aquest força en fixar la forma definitiva de la declaració musical o recitatiu. A part de les obres ja mencionades, l'obra que donà fama a Caccini fou Nuove musiche (1601-1608); entre la resta citarem: Euridice (1602), Il rapimento di Cefalo (1597), Fuggliottio musicale (1613), i una continuació de Nuove musiche, titulada Nuove musiche e nuove manieri di ricirverle (1614).
A començaments de la seva carrera actuava amb les seves filles, Settimia i Francesca, amb el nom de Concerto Caccini, però més endavant va formar grup només les dues germanes i l'executant romana Vittoria Archilei. En aquesta època va rebre a vegades el nom de la Cecchina.